# Milagre eucarístico

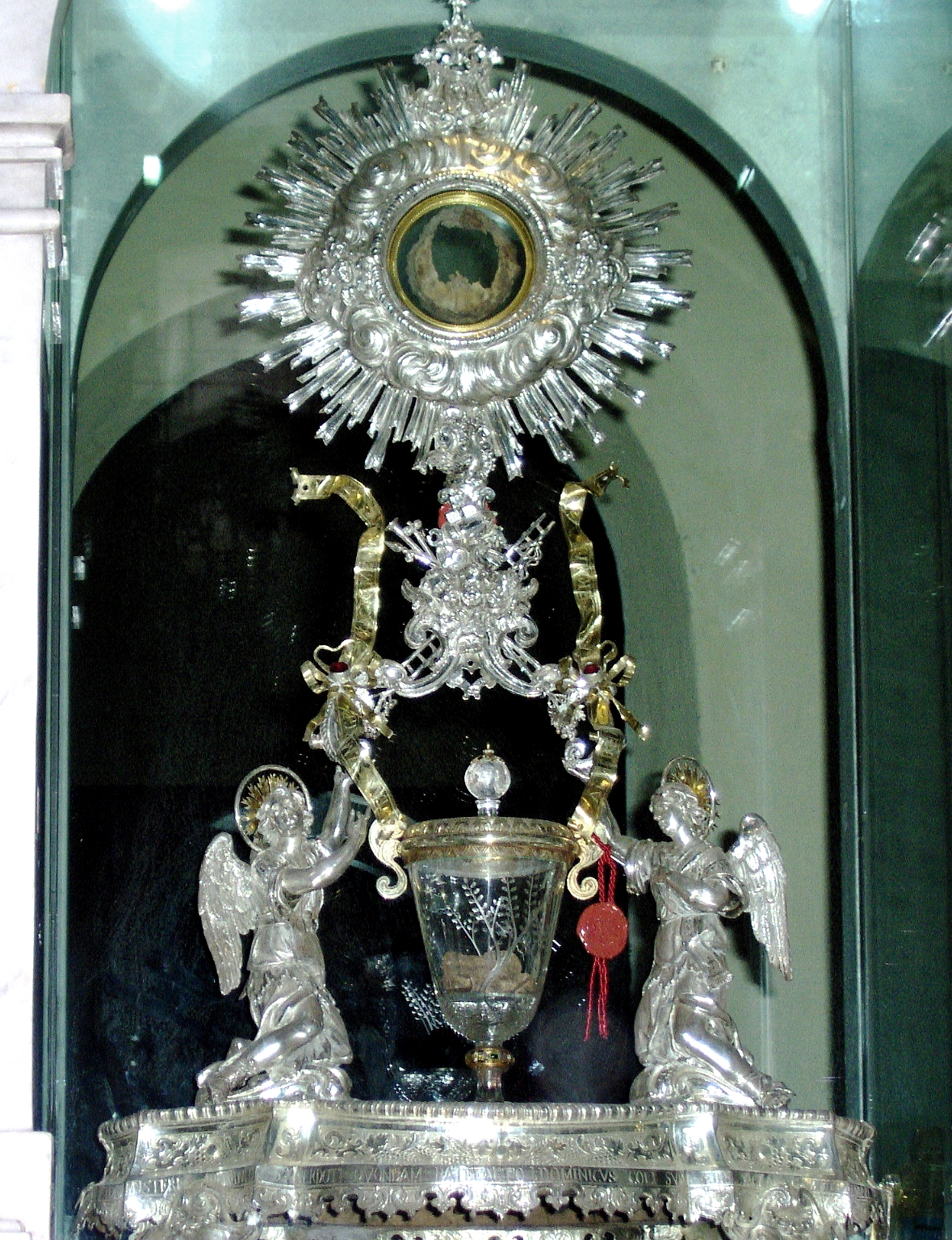
Sacrário do Milagre Eucarístico de Lanciano ; afirma-se que a parte superior contém o tecido cardíaco, enquanto o receptáculo inferior contém os grânulos de sangue coagulado.

Milagre eucarístico é qualquer milagre que envolva a Eucaristia, a respeito da qual as denominações cristãs mais importantes, especialmente a Igreja Católica, ensinam que Cristo está verdadeiramente presente na Eucaristia, o que é por si só um milagre; no entanto, isso deve ser distinguido de outras manifestações de Deus. Os milagres eucarísticos são mais conhecidos e enfatizados no contexto da Igreja Católica, que distingue entre revelação divina, como a Eucaristia, e revelação privada, como os milagres eucarísticos.
Em geral, os milagres eucarísticos relatados geralmente consistem em fenômenos sobrenaturais, como hóstias consagradas se transformando visivelmente em tecido do miocárdio; sendo preservadas por períodos de tempo extremamente longos; sobrevivendo ao fogo; sangrando, ou até mesmo sendo a única coisa a alimentar pessoas por décadas. Na Igreja Católica, uma força-tarefa especial  ou comissão investiga cientificamente os supostos milagres eucarísticos antes de decidir se são "dignos de fé", a fim de diferenciar os verdadeiros milagres eucarísticos dos casos de contaminação por bactérias, como Neurospora crassa ou Serratia marcescens.
Assim como acontece com outras revelações privadas, como as aparições marianas, a crença em milagres aprovados não é obrigatória pela Igreja Católica, pois, "O seu papel não é "aperfeiçoar" ou "completar" a Revelação definitiva de Cristo, mas ajudar a vivê-la mais plenamente, numa determinada época da história."
A Igreja Católica faz uma diferença entre milagres verdadeiros e ocorrências que possam ser explicadas por causas naturais. Por exemplo, em 2006, a Diocese Católica Romana de Dallas entregou uma hóstia que ficou vermelha enquanto estava num copo para análise por dois professores de biologia da Universidade de Dallas, que concluíram que era naturalmente explicável, como escreveu o Bispo Charles Victor Grahmann: "(...) o objeto é uma combinação de micélios fúngicos e colônias bacterianas que foram incubadas no ambiente aquático do copo durante o período de quatro semanas em que foi armazenado ao ar livre".  Diferentemente disso, no que diz respeito ao milagre eucarístico em Sokółka em 2008, "Os resultados dos testes realizados pela Professora pl (do Departamento de Patomorfologia Médica, Universidade Médica de Białystok (UMB)) e pelo Professor Stanisław Sulkowski (do Departamento de Patomorfologia Geral, UMB) são consistentes e indicam a presença de tecido do miocardio com alterações patomorfológicas específicas."  Os professores escreveram em um artigo acadêmico que "os fragmentos de tecido observados no microscópio pertencem, sem dúvida, ao coração humano e aparecem como se a amostra tivesse sido retirada do coração de uma pessoa viva em agonia."  Mais detalhes no artigo foram fornecidos que afirmavam a presença do músculo cardíaco, negando uma explicação que fosse por infecção bacteriana: "Evidências importantes de que o material testado é o músculo do coração humano foram principalmente o arranjo central dos núcleos celulares nas fibras observadas, o que é um fenômeno característico desse músculo.(...) no exame microscópico eletrônico, contornos claros de inserções e feixes de miocárdio eram visíveis." 
A doutrina católica sobre a sagrada eucaristia baseia-se numa compreensão de lógica aristotélica da realidade,  na qual a substância ou a realidade essencial de uma determinada coisa está ligada, mas não é igual, às suas realidades ou acidentes sensíveis. Na celebração da Eucaristia, por meio da Oração Eucarística, as substâncias do pão e do vinho são transformadas em substâncias de corpo e sangue de Cristo. Essa mudança de substância não é, contudo, da aparência externa do pão e do vinho — seus acidentes — que permanecem como antes. Essa mudança substancial é chamada de transubstanciação, um termo reservado para descrever a mudança em si. A terminologia filosófica escolástica foi usada, mas não faz parte do dogma que definiu a presença de Cristo para a Igreja Católica Romana no Concílio de Trento.  Na 13ª sessão de 11 de outubro de 1551, promulgou o seguinte decreto conciliar:
"se alguém disser que a substância do pão e do vinho permanece no Santíssimo Sacramento da Eucaristia juntamente com o Corpo e o Sangue de Nosso Senhor Jesus Cristo, e negar essa maravilhosa e extraordinária mudança de toda a substância do vinho em Seu sangue, enquanto somente as espécies [acidentes] do pão e do vinho permanecem, uma mudança que a Igreja Católica apropriadamente chamou de transubstanciação, seja anátema ." (Sessão 13, cân.2)".   
As visões protestantes sobre o fato da presença de Cristo na Eucaristia variam significativamente de uma denominação para outra: embora muitos, como luteranos, anglicanos, metodistas e reformados concordem com os católicos romanos que Cristo está realmente presente na Eucaristia, eles não aceitam a definição de transubstanciação para descrevê-la.  Segundo Santo Tomás de Aquino, no caso de Milagres Eucarísticos extraordinários nos quais a aparência dos acidentes é alterada, essa alteração adicional não é considerada transubstanciação, mas é um milagre subsequente que ocorre para a edificação da fé. A manifestação extraordinária também não altera ou intensifica a presença de Cristo na Eucaristia, pois o milagre não manifesta a presença física de Cristo:
"em aparições deste tipo (...) a espécie própria [carne e sangue reais] de Cristo não é vista, mas uma espécie formada milagrosamente, seja aos olhos dos espectadores, seja nas próprias dimensões sacramentais." 
Algumas denominações, especialmente os luteranos, têm crenças semelhantes em relação à Eucaristia e à Presença Real, embora rejeitem o conceito católico romano de transubstanciação, preferindo, em vez disso, a doutrina da união sacramental, na qual
"o corpo e o sangue de Cristo estão tão verdadeiramente unidos ao pão e ao vinho da Sagrada Comunhão que os dois podem ser identificados. Eles são ao mesmo tempo corpo e sangue, pão e vinho. ...Neste sacramento, o cristão luterano recebe o próprio corpo e sangue de Cristo precisamente para o fortalecimento da união da fé." 

## Milagres eucarísticos extraordinários

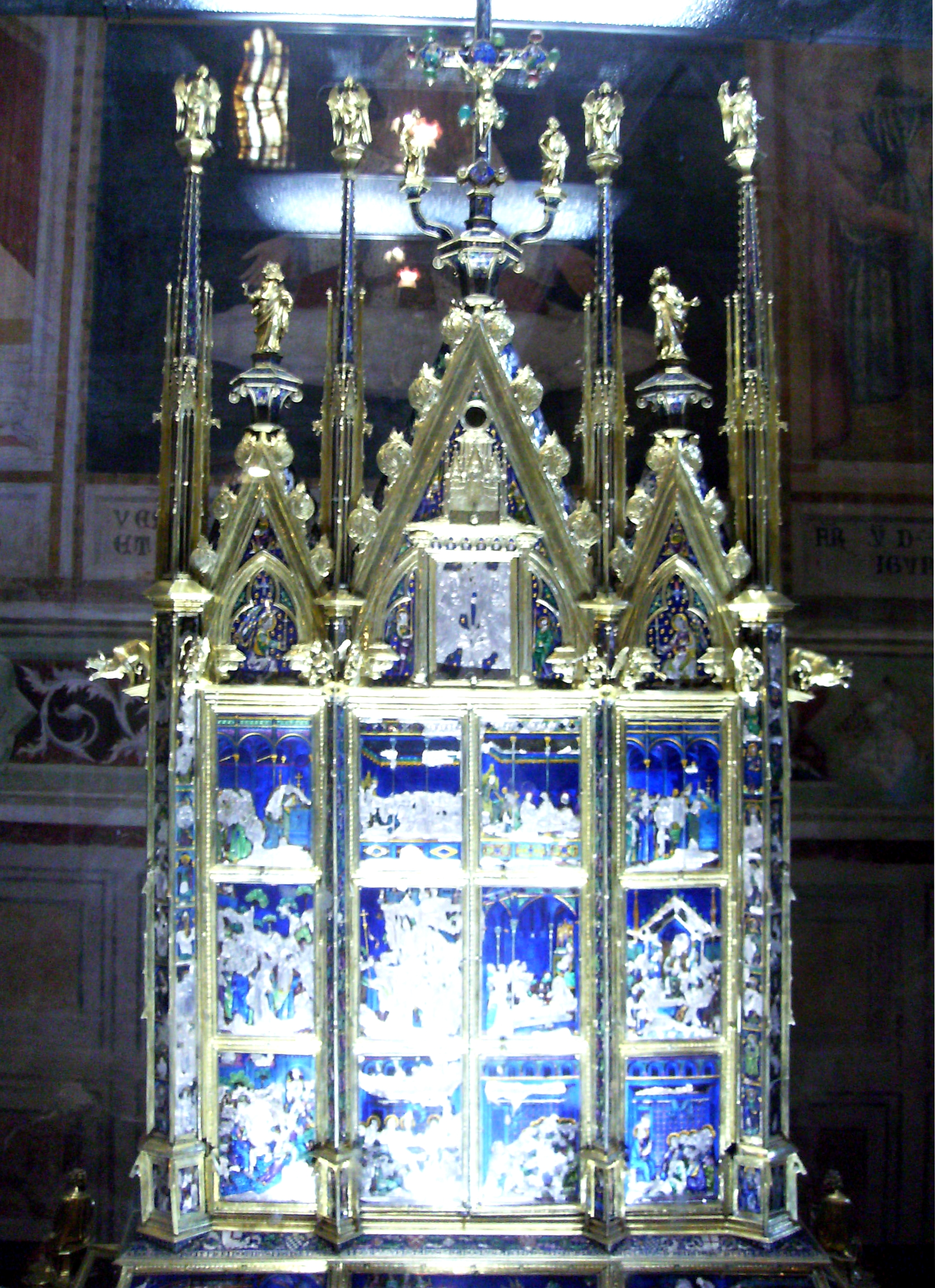
Milagre eucarístico de Bolsena em relicário feito por Ugolino di Vieri

Houve vários outros supostos milagres envolvendo Hóstias consagradas. Vários deles são descritos abaixo.

### Jejum Místico
Dizem que alguns santos católicos sobreviveram por anos apenas com a Eucaristia. Marthe Robin (Venerável) jejuou de todo alimento e bebida, exceto a Eucaristia, de 1930 até sua morte em 1981. 
Teresa Neumann, a famosa estigmatizada católica da Baviera, subsistiu não com alimentos sólidos, mas com a Sagrada Eucaristia, de 1926 até sua morte em 1962, cerca de 36 anos depois. Em uma biografia escrita sobre ela, ela afirmou que inúmeras vezes tentou comer outras coisas apenas para que elas regurgitassem imediatamente ao tentar engoli-las.

### Comunhão Sobrenatural
Alguns santos teriam recebido a Sagrada Comunhão de anjos. Um exemplo são os videntes de Nossa Senhora de Fátima recebendo a Eucaristia de um anjo. O anjo, "mais branco que a neve (...) Completamente transparente e tão brilhante como o cristal aos raios do sol", ofereceu a hóstia e o cálice da Eucaristia à Santíssima Trindade em reparação pelos pecados cometidos contra Jesus Cristo, depois administrou a Eucaristia aos videntes e os instruiu a fazerem atos de reparação. Outro exemplo é Santa Faustina recebendo a Eucaristia de um serafim. Certa vez, ela viu um serafim deslumbrante vestido com uma túnica dourada, com sobrepeliz e estola transparentes, segurando um cálice de cristal coberto por um véu transparente, que ele deu para Faustina beber.  Em outra ocasião, quando ela estava duvidando da verdade de fé, Jesus e um serafim apareceram diante dela. Ela perguntou a Jesus se ele poderia ouvir sua confissão, mas como ele não respondeu, ela perguntou ao serafim. Então, o serafim respondeu: “nenhum espírito no céu tem esse poder” e administrou-lhe a Eucaristia.  

### Carne, sangue e levitação

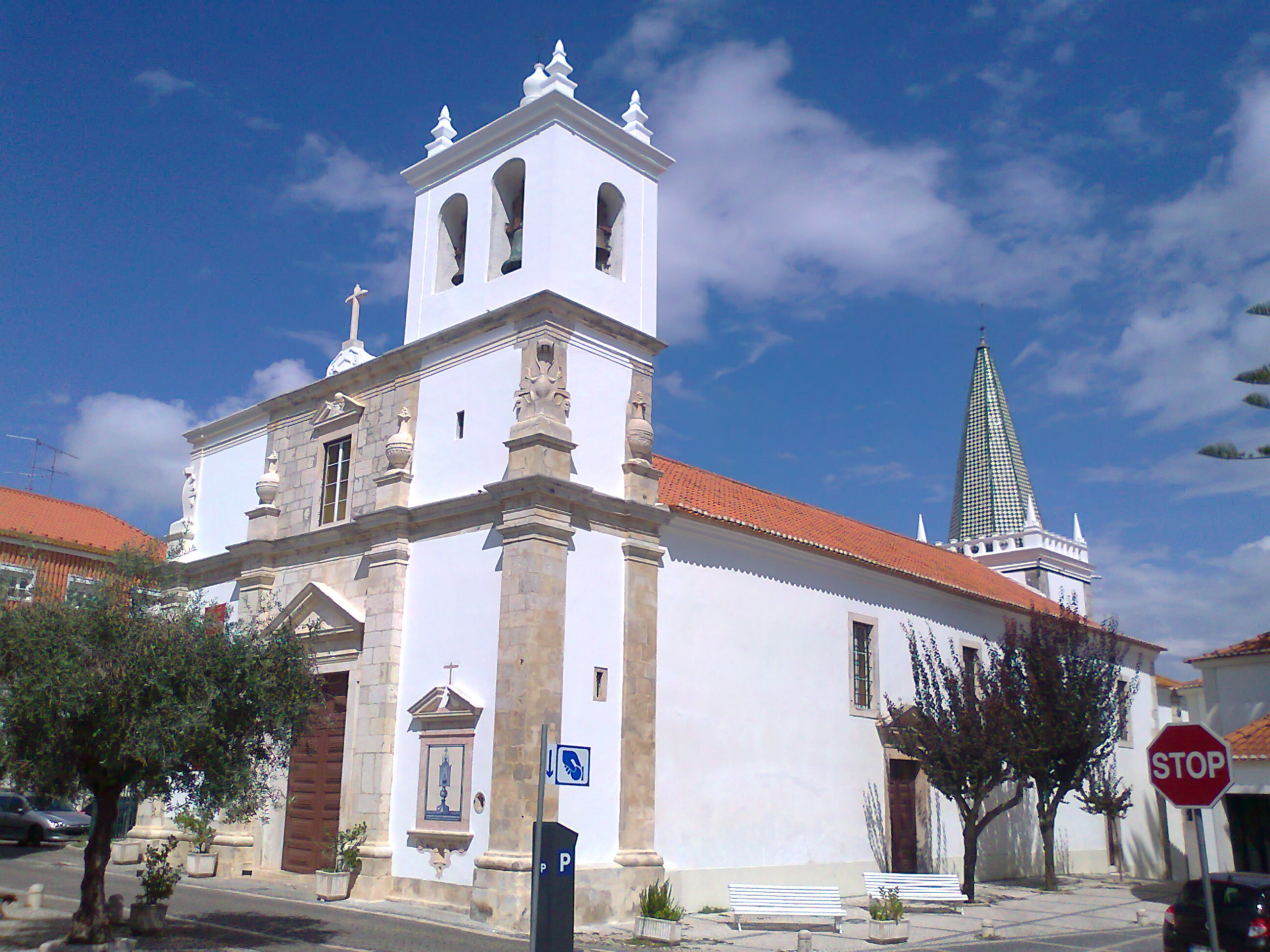
O Santuário do Santíssimo Milagre em Santarém, Portugal

A missa em Bolsena, retratada em um famoso afresco de Rafael no Vaticano, em Roma, foi um incidente que teria ocorrido em 1263. Um padre boêmio que duvidava da doutrina da transubstanciação celebrou a missa em Bolsena, uma cidade ao norte de Roma. Durante a missa o pão da eucaristia começou a sangrar. O sangue da hóstia caiu sobre o linho do altar no formato do rosto de Jesus, como tradicionalmente representado, e o sacerdote passou a crer.
Uma história de Amsterdã, 1345, afirma que um padre foi chamado para entregar o Viático a um homem moribundo. Ele disse à família que se o homem vomitasse, eles deveriam pegar a hóstia e jogá-la ao fogo. O homem vomitou, e a família fez o que o padre havia aconselhado. Na manhã seguinte, uma das mulheres foi acender o fogo e viu a Hóstia em pé na grelha, ilesa e cercada por uma luz. Aparentemente, a eucaristia passou ilesa do sistema digestivo do homem e do fogo. A história é comemorada com uma procissão silenciosa anual pelo centro de Amsterdã. 

### Aparição da imagem de Jesus
Dois milagres eucarísticos foram relatados no século XXI em Kerala, Índia. Um estava em Chirattakonam, no distrito de Kollam,  e o outro estava em Vilakkannur, em Naduvil.   Em ambos os casos, uma imagem que lembra Jesus apareceu na hóstia consagrada.